# 奧卡利區

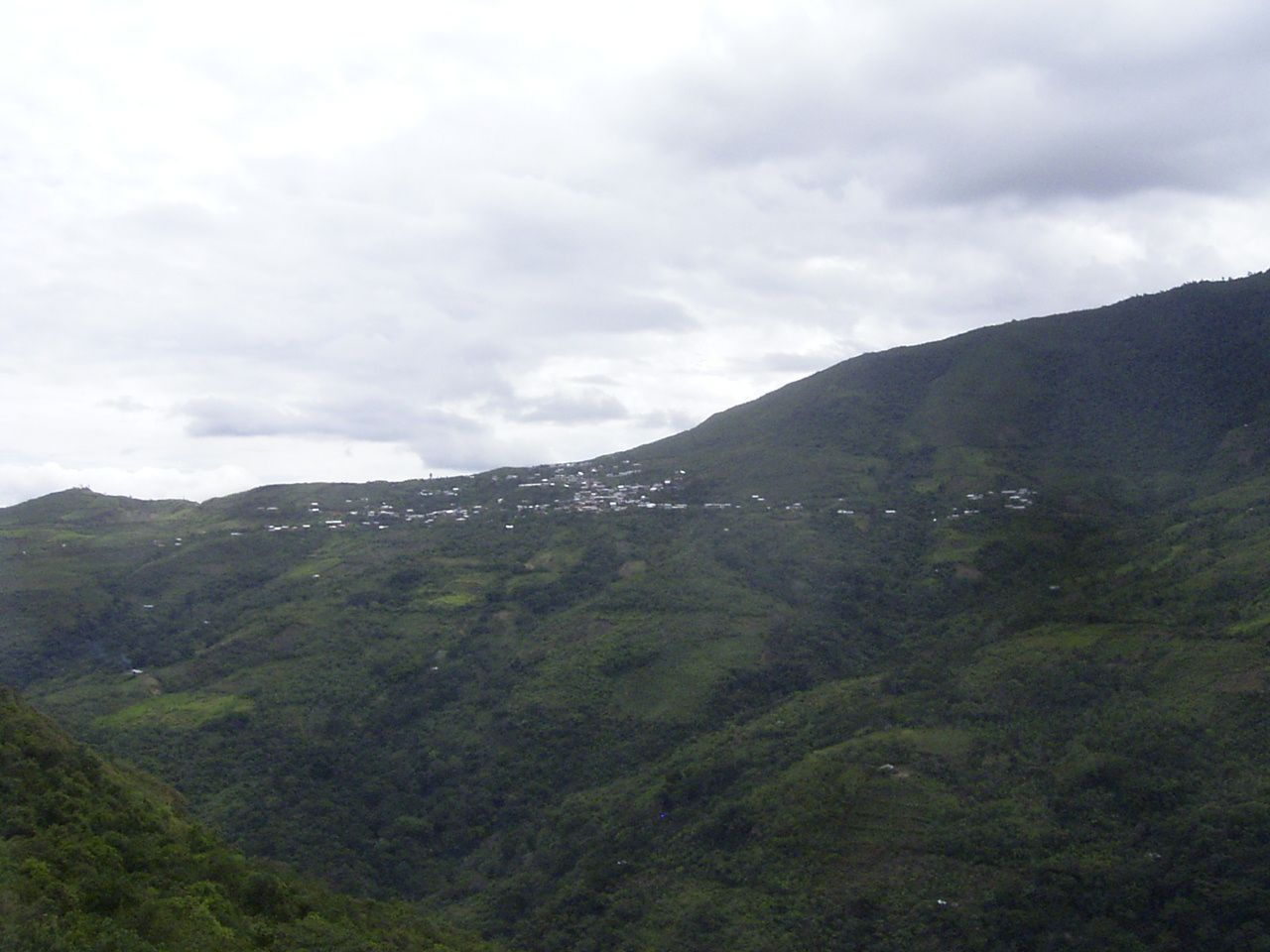

6°15′11″S 78°17′10″W / 6.25306°S 78.28611°W
奧卡利區（西班牙語：Distrito de Ocalli），是秘魯的一個區，位於該國北部亞馬遜大區的盧亞省，面積177.4平方公里，海拔高度1,800米，2005年人口3,729，人口密度每平方公里21人。